# Chicago O'Hare International Airport
Chicago O'Hare International Airport (IATA: ORD, ICAO: KORD) er en af verdens største lufthavne. Den ligger i det nordlige Chicago i USA. 
Lufthavnen har seks landings- og startbaner og er opkaldt efter Butch O'Hare, som var pilot under 2. verdenskrig og den 21. april 1942 ene mand gik i kamp mod ni japanske bombefly, der ville angribe det hangarskib, han gjorde tjeneste på.
Lufthavnen har årligt mere end 66 millioner passagerer, og har indtil 2001 haft titlen som verdens travleste lufthavn. Den titel blev overtaget af Hartsfield-Jackson Atlanta International Airport, men med den enorme udvidelse, som man lavede i O'Hare-lufthavnen, regnede byen med igen at blive nummer et, da projektet blev afsluttet i 2008. Så ville lufthavnen kunne servicere mere end 100 millioner passagerer årligt, hvilket er mere end f.eks. New York Citys lufthavne tilsammen, men Hatsfield-Jackson holder stadig titlen som verdens travleste lufthavn med mere end 95 millioner passagerer og O'Hare en nu nede på en 5. plads.